# لورنزو کربنچینی
لورنزو کربنچینی (انگلیسی: Lorenzo Carboncini؛ زادهٔ ۲۲ سپتامبر ۱۹۷۶) ورزشکار روئینگ اهل ایتالیا است.
وی در مسابقات کشوری و بین‌المللی در مجموع برندهٔ ۱ مدال طلا، ۶ مدال نقره، ۵ مدال برنز شده‌است.